# Tres familias
Tres familias é uma telenovela mexicana produzida e exibida pela TV Azteca entre 23 de outubro de 2017 e 25 de maio de 2018.
Se trata de um remake da telenovela equatoriana 3 familias, produzida em 2014.
É protagonizada por Ingrid Martz, Rodrigo Mejía, Ulises de la Torre, Rocío García, Carlos Espejel e Alma Cero, co-protagonizada por Silvia Pasquel e antagonizada por Juan Ríos Cantú.
Última novela da atriz Edith Gonzalez falecida em 13 de junho de 2019.

## Sinopse
Três famílias de diferentes culturas e classes sociais tentam avançar, com a objetividade de manter o que os mantém em pé: o amor.
Os Pedregal Barroso é uma familia de classe alta. Bela Barroso é uma mulher que não conhece a realidade da vida. É classe e multimilionário. Viver em uma nuvem Não se preocupa com nada, mais do que gastar todo seu dinheiro com seus cartões de crédito ou verificar se você possui o último acessório de moda. Ao saber que seu marido, Eleazar del Valle, morreu, ele ficou chocado ao saber que o banco confiscou todos os seus bens, porque Eleazar deixou um infinito de dívidas e imediatamente acessou o embargo, deixando-a na rua. Agora, Bela terá de se acostumar com a vida "nova pobre", e descer daquela nuvem que a mantinha em outro universo entre tantos luxos. Mas a vida o faz sorrir novamente quando conhece Gonzalo Adolfo del Pedregal, um empresário chegou recentemente à cidade. Eles acabam se casando. O único interesse de Gonzalo é manter sua esposa feliz e agradá-la em tudo, embora ele esconda um segredo. Para Bela, a única coisa que a motiva a se tornar sua esposa é gastar e gastar seu dinheiro, mas ela ainda ama seu falecido marido. Bela quer ficar rica toda a vida.
A familia Mejorada Lezama pertence à classe média; É um casamento composto por Marisa e Goyo. Ele sempre vive em dívidas e parece ter dinheiro. Ela gasta o que ela não tem ... e Fátima, a garota do serviço, que parece ser a proprietária. Esta família é deixada para manipular quando se trata de conseguir algo fácil, como uma casa. Marisa deseja ter um e deixar de suportar o vazamento do telhado de sua casa atual. Goyo sempre quer agradar sua esposa, mesmo que isso signifique que ele gaste todo seu salário. Os três são vítimas de uma farsa quando compram uma mansão, que só viram em uma foto. Marisa casou-se com a ilusão de que Goyo era júnior, mas o prazer durou pouco. Goyo está apenas para agradar sua esposa e não quer perdê-la. E Fatima ? Com o salário que ela ganha ela continua com eles, por que ela não sai ? Porque ela está apaixonada pelo irmão de Marisa: o padre Ángel Jesús. Tudo o que eles querem mais é mudar a classe social, como: possui tudo o que Bela Barroso tem.
A familia Barrio Bravo é classe baixa; Chacho e Chabela, um casamento um pouco engraçado e alegre. Quando são expulsos de sua "nova casa", eles retornam para viver com seus pais Frida, a mãe de Chabela e a sogra de Chacho, a quem odeia. Frida sai do caminho para Casimiro, ex-namorado de Fátima, a quem ela perdoa incondicionalmente todas as suas infidelidades. Ela sempre lembra a sua filha da má decisão que ela tomou quando se casou com Chacho, porque ela o vê como uma coisa irresponsável para Chabela. Frida está certa, Chacho está sempre desempregada, mas sempre se importa com o bem-estar de sua esposa e filha, Cayetana. Embora Chabela e Chacho tenham sua própria casa, ela não quer deixar sua mãe, mas Frida é o que ela mais quer ver se eles saem de sua casa.
Mais tarde, uma ex-namorada de Chacho chega com seu filho: Chayanne. Chacho não esperava, muito menos sabia da existência de Chayanne. Isso causa o ciúme de Chabela, mas Chacho lembra o quanto ele a ama. Ambos não duvidam do amor deles.
Os problemas aumentam quando Chayanne e Fer del Pedregal (filha de Gonzalo) se apaixonam e as classes sociais serão o maior obstáculo deles.
Apesar das diferenças dessas famílias, o amor está sempre presente e nunca se rendem. A harmonia e a estabilidade estão se recuperando de conflitos, sejam eles econômicos, de vizinhança ou de família, mas cada situação é desfrutada em conjunto, porque, como família, estamos todos bem .

## Elenco
- Ingrid Martz - Bela Barroso Vda. de Del Valle/de Del Pedregal
- Rodrigo Mejía - Gonzalo Adolfo del Pedregal
- Ulises de la Torre - Gregorio "Goyo" Mejorada
- Rocío García - Marisa Lezama de Mejorada
- Carlos Espejel - Chacho Barrio
- Alma Cero - Isabela Bravo de Barrio "Chabela"
- Sylvia Pasquel - Frida Bravo[4]
- Juan Ríos - César Guerra
- José Semafi - Casimiro Almonte Pérez
- Eugenio Bartilotti - Gervasio
- Sergio Ochoa - Ranulfo
- Amaranta Ruiz - Sheila Cruz
- Alejandra Ley - Zoila Ley
- Giovanna Romo - Yessenia
- Lakshmi Picasso - Tatis de Guerra
- Adrián Rubio - Padre Ángel Jesús Lezama
- Luis Curiel - Chayán Barrio Chico
- Renata Manterola - Fernanda del Pedregal "Fer"
- Alejandra Toussaint - Fátima Chico
- Luis Carlos Muñoz - Fredo del Valle Cruz
- Juan Carlos Martín del Campo
- Ana Laura Espinosa - Ramona
- Jorge Monter - Amado
- Irene Arcila - Déborah
- Javier Reyes - Emiliano
- Gabriel Navarro - Israel
- Gabriela Zas - Gina
- Carla Arredondo - Paulina "Pau"
- Patty Tort - Cayetana Barrio Bravo
- Renata Zalviedo
- Alejandra Padilla - Dulce
- Isabel Martínez "La Tarabilla" - Doña Blanca[5]
- Macarena Oz - Norma
- Patricio Borghetti - Eleazar del Valle Borghetti